# Fosse no 1 - 1 bis des mines de Vimy-Fresnoy
La fosse no 1 - 1 bis de la Compagnie des mines de Vimy-Fresnoy est un ancien charbonnage du Bassin minier du Nord-Pas-de-Calais, situé à Vimy. La fosse, commencée en 1912, est détruite pendant la Première Guerre mondiale. Une cité est bâtie, et deux petits terrils sont édifiés près du carreau de fosse. Malgré le fait qu'un des deux puits fait partie des plus profonds du bassin minier, la fosse mise en service après la fin du fonçage en 1922 est définitivement abandonnée en 1924, et sa concession reprise l'année suivante par la Compagnie des mines de Vicoigne-Nœux-Drocourt
Les puits, au lieu d'être remblayés, sont conservés pour surveiller la remontée des eaux dans le bassin minier. Mis en sécurité en 1992, ils sont définitivement serrementés en 2002. le site est reconverti en espace vert, puis, en 2011, en de nouveaux terrains de sports pour le stade municipal contigu. Les cités ont été rénovés et les sites des terrils renaturés.

## La fosse
Au début du XXe siècle, les principales sociétés d'extraction de houille sont déjà bien implantées dans le bassin minier du Pas-de-Calais depuis une cinquantaine d'années. Aussi, diverses sociétés tentent de découvrir les prolongements du bassin minier au sud des concessions existantes. La Société de recherches de la Souchez effectue divers sondages qui s'avèrent positif. De la houille est découverte à une assez grande profondeur. Le sondage du Petit Vimy, par exemple, a atteint mille mètres de profondeur.
Cette société reçoit par le décret du 16 juin 1908 une concession de 1 920 hectares. Le même décret créé sur 3 180 hectares la concession de Fresnoy-en-Gohelle qui est attribuée à la Société des Charbonnages de Vimy. Le 13 mars 1910, ces sociétés fusionnent entre elle pour former la Compagnie des mines de Vimy-Fresnoy.

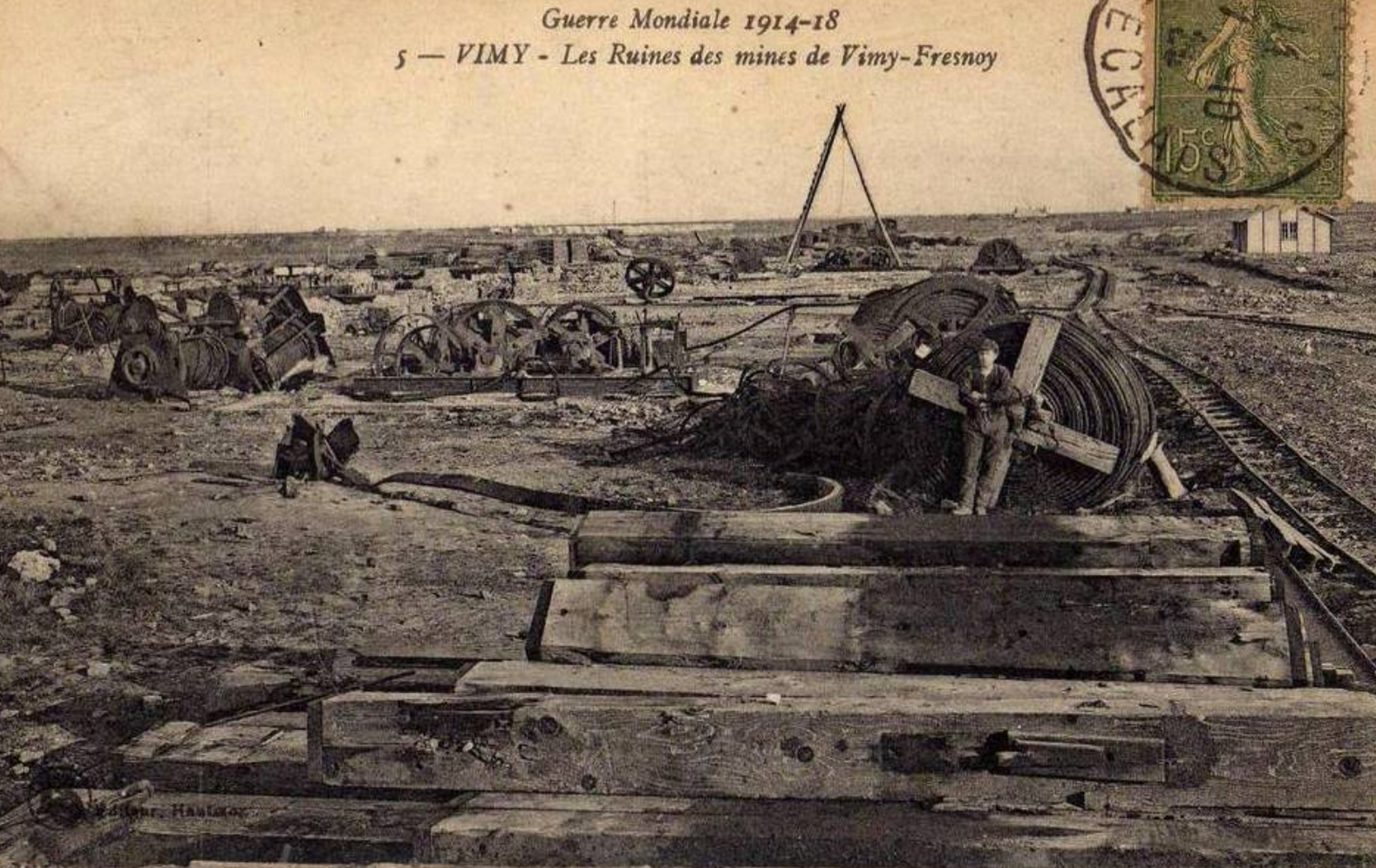
Le carreau de fosse, dévasté à l'issue de la guerre.

### Fonçage
Le fonçage de deux puits jumeaux nos 1 et 1 bis commence dans le nord de la commune de Vimy en 1912, au lieudit la Gueule d'Ours. Les installations de surface sont entièrement détruite en 1914 lors de la Première Guerre mondiale, et sont reconstruites en 1919 sous les ordres de MM.Lafond et Giraud, respectivement directeur et directeur des travaux. Les puits nos 1 et 1 bis sont distants de soixante-dix mètres,. Les puits sont entrepris à l'altitude de 59,89 mètres. Le puits no 1 a un diamètre de six mètres, et son fonçage prend fin en avril 1922.

### Exploitation
Le puits no 1 atteint la profondeur de 549 mètres, tandis que le puits no 1 bis atteint la profondeur de 1 119 mètres, ce qui lui vaut de figurer parmi les puits les plus profonds du bassin minier. Malheureusement, le gisement est très mauvais, et pas rentable à exploiter. La fosse est définitivement abandonnée en 1924. Le 13 mars 1925, la concession est réunie à celle de Drocourt appartenant à la Compagnie des mines de Vicoigne-Nœux-Drocourt.
À moins d'une dizaine de kilomètres à l'ouest-nord-ouest, la Compagnie des mines de Gouy-Servins et Fresnicourt Réunis a eu à subir une situation similaire avec sa fosse no 1 - 1 bis,.

### Reconversion
Au lieu d'être remblayés, les puits sont conservés pour observer la montée du niveau des eaux dans le bassin minier Le puits est mis en sécurité en 1992. À partir du 30 octobre 2001, les travaux commencent dans le but de mettre en sécurité le puits no 1. Le puits no 1 bis a dû subir un traitement similaire. Le site est préparé : les accès sont dégagés, la dalle est démolie, le puits est désarmé et le cuvelage est nettoyé. Trois ballons obturateurs sont mis en place dans le puits le 22 novembre de sorte que leur tête soit placée à la profondeur de 28,50 mètres, et sont mis en pression. Sept jours plus tard, une mousse étanche est déversée sur une épaisseur de cinquante centimètres par-dessus le ballon. Le 30 novembre, les 6 et 13 décembre, un bouchon en béton est réalisé en trois couches successives de 28 à treize mètres de profondeur. Les 14 et 15 janvier 2002, des schistes sont déversés jusqu'à la tête de puits. Une dalle carrée de huit mètres de côté et épaisse de trente-cinq centimètres est réalisée avec une borne de présence, et le site est remis en état avec des plantations. Le site est sous la surveillance du BRGM. Un stade municipal a été étendu sur la zone des puits en 2011, auparavant, il s'agissait d'un espace vert.

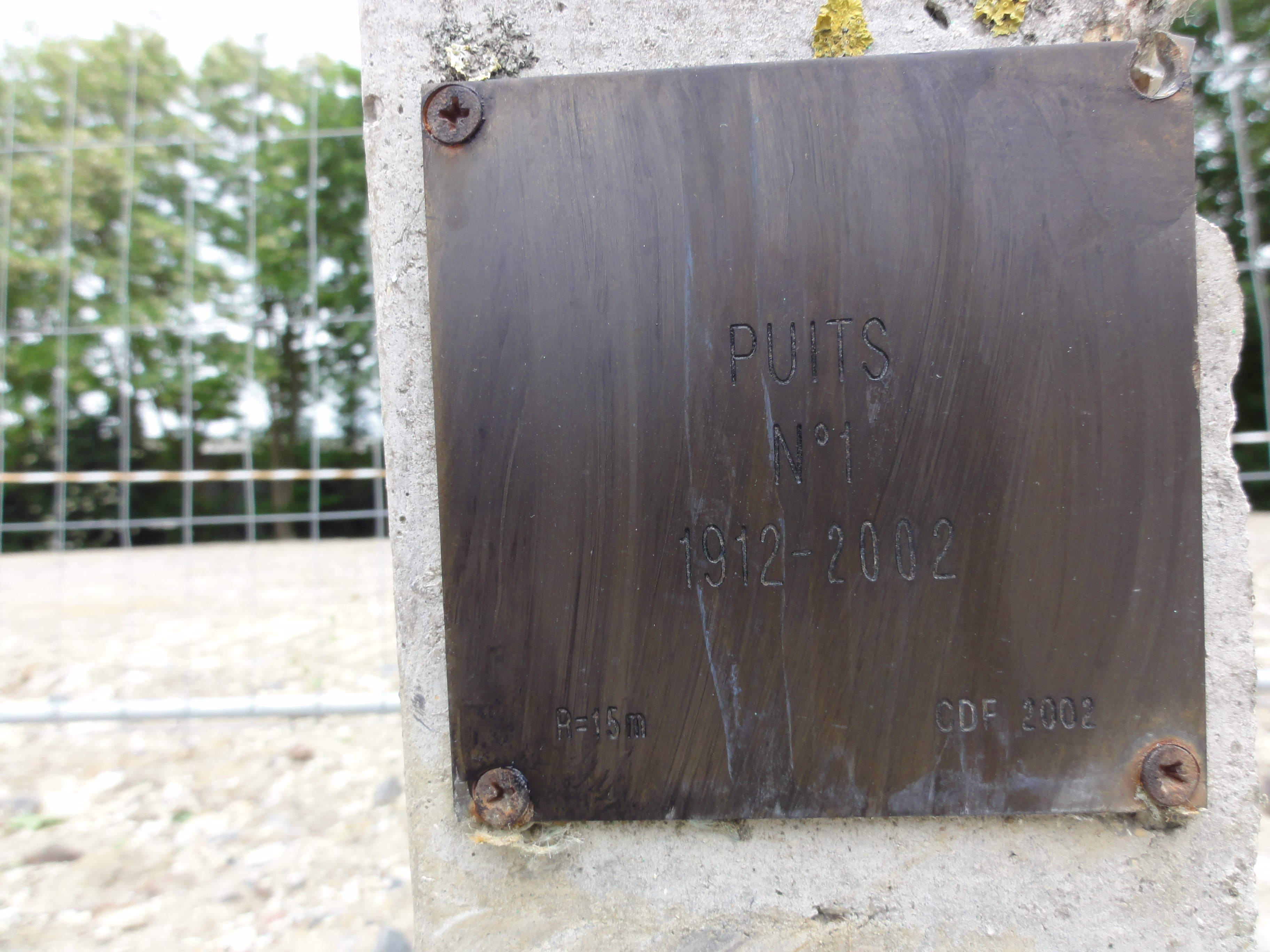
« Puits no 1, 1912-2002 ».
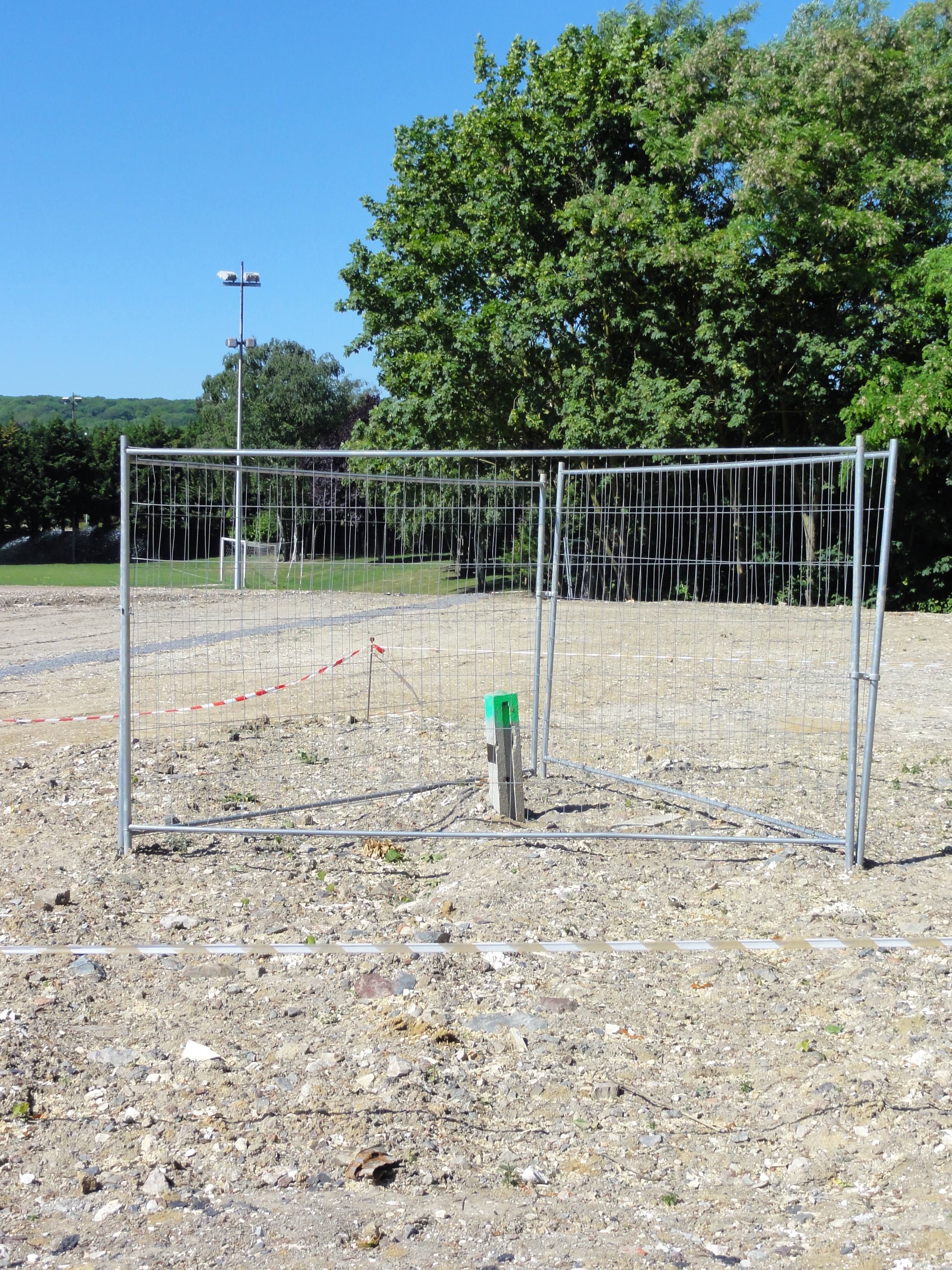
Le puits no 1 dans son environnement.
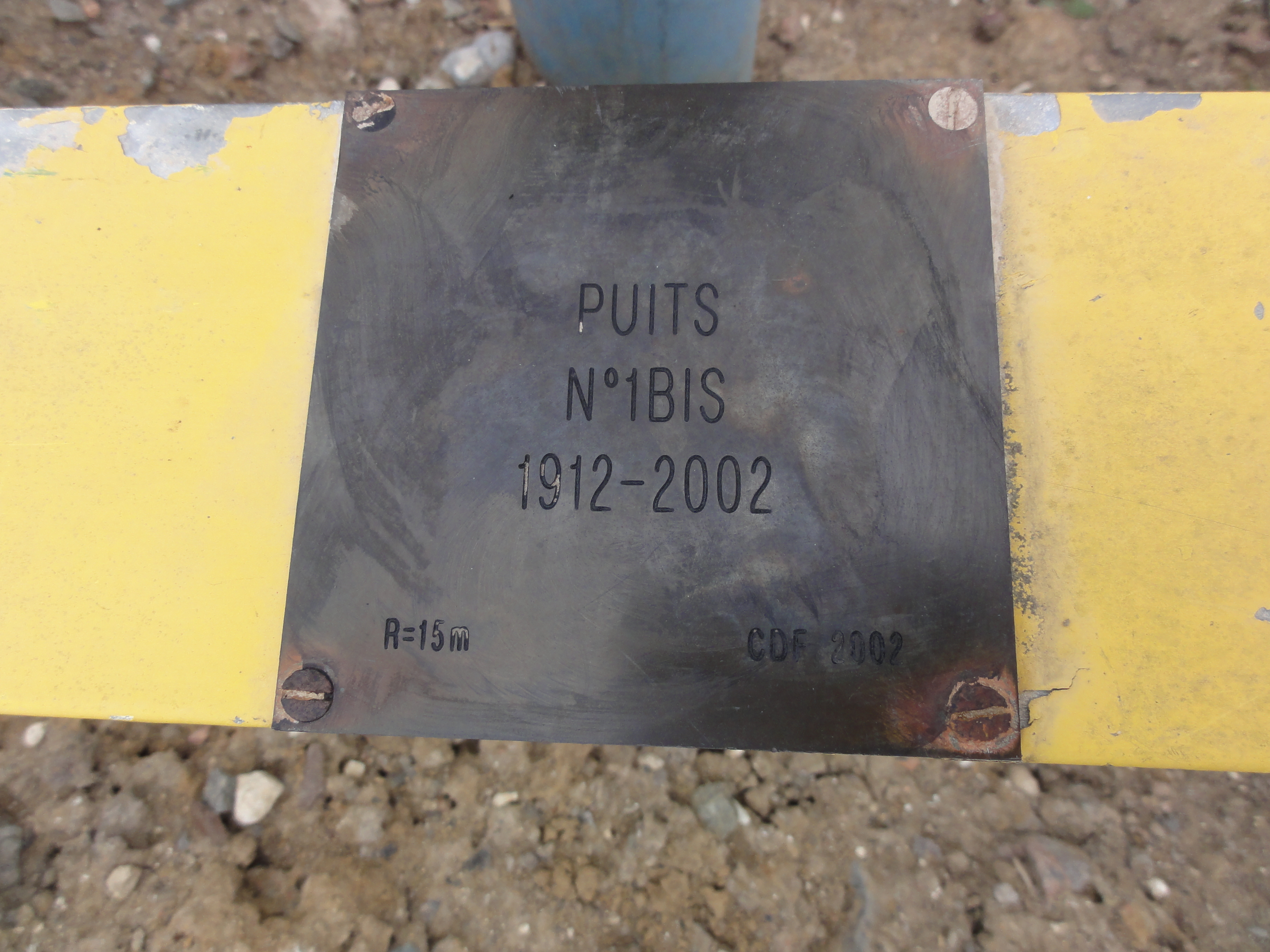
« Puits no 1 bis, 1912-2002 ».
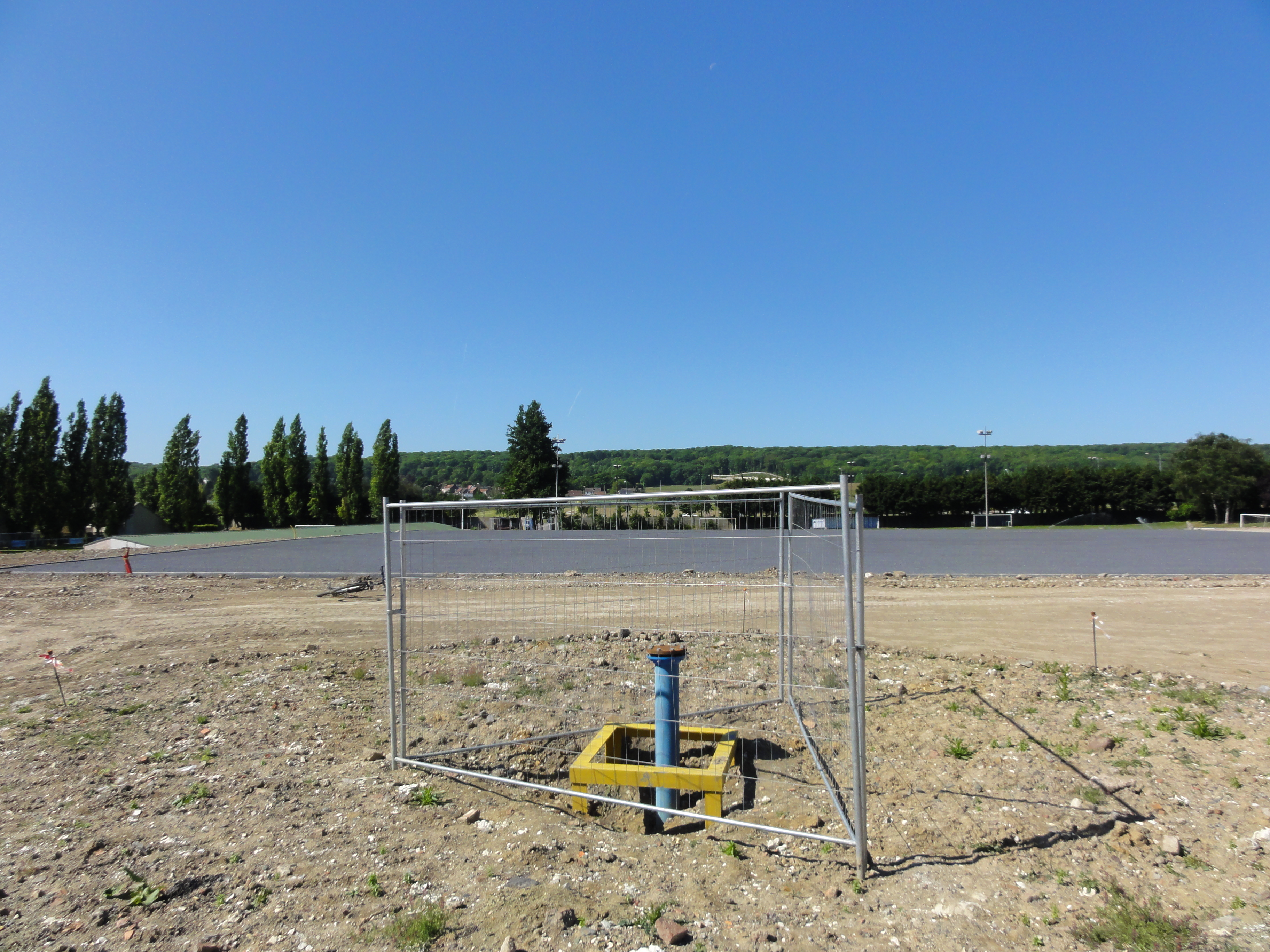
Le puits no 1 bis dans son environnement.
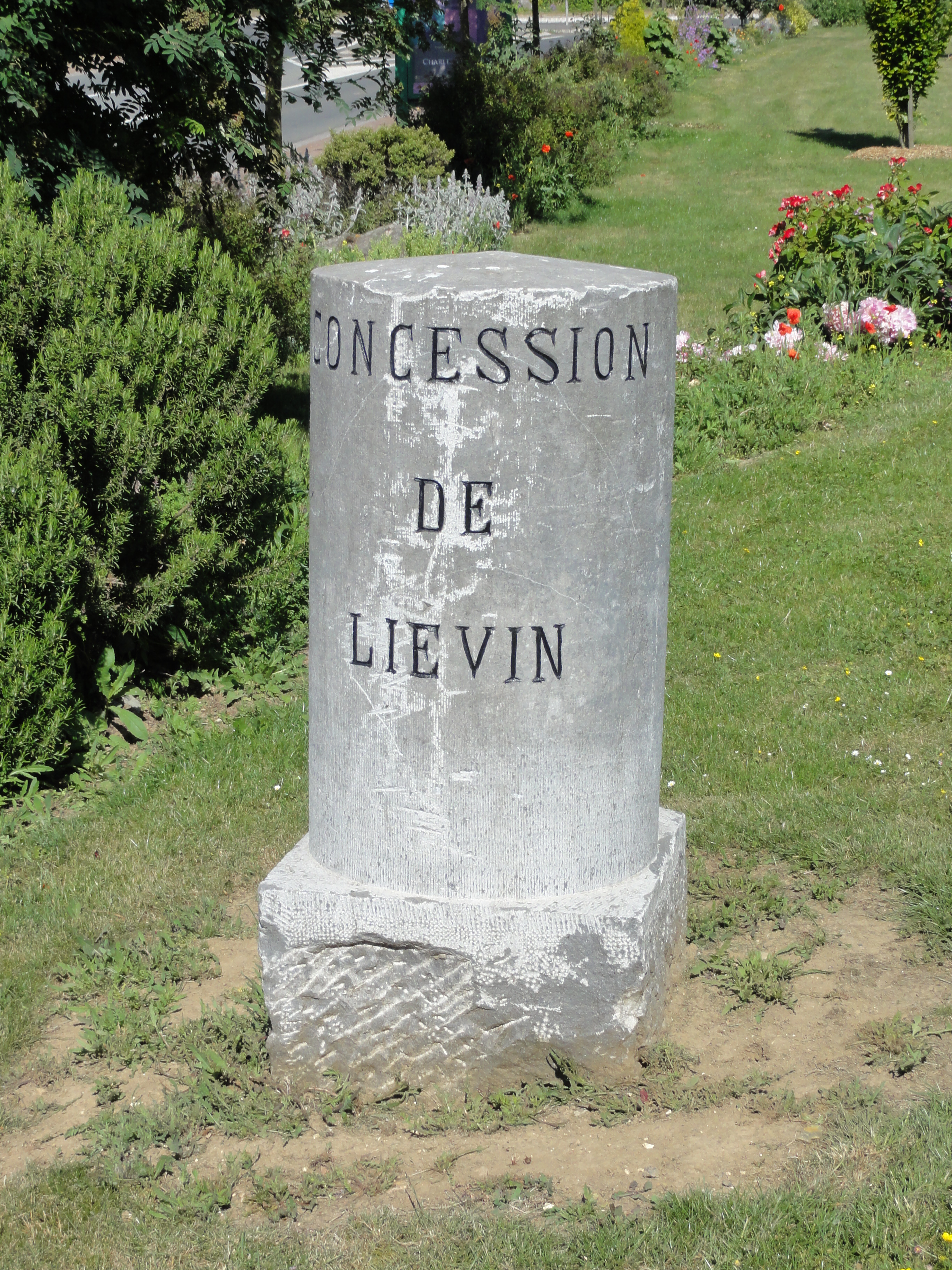
Une borne de délimitation[note 3].
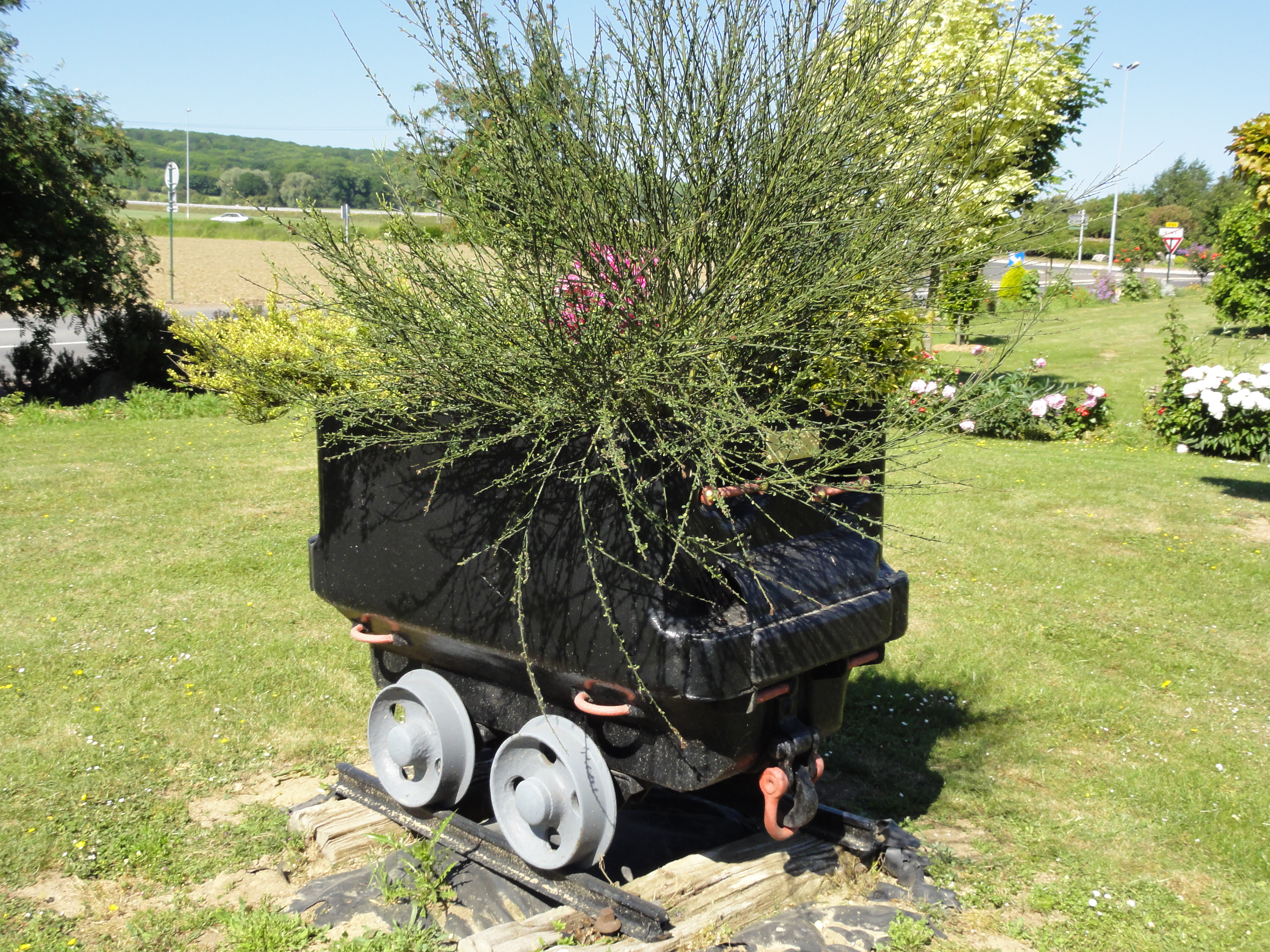
Une berline.

## Les terrils
Deux terrils résultent de l'exploitation de la fosse no 1 - 1 bis.

### Terrilno226, 1 de Vimy
50° 22′ 51″ N, 2° 48′ 33″ E

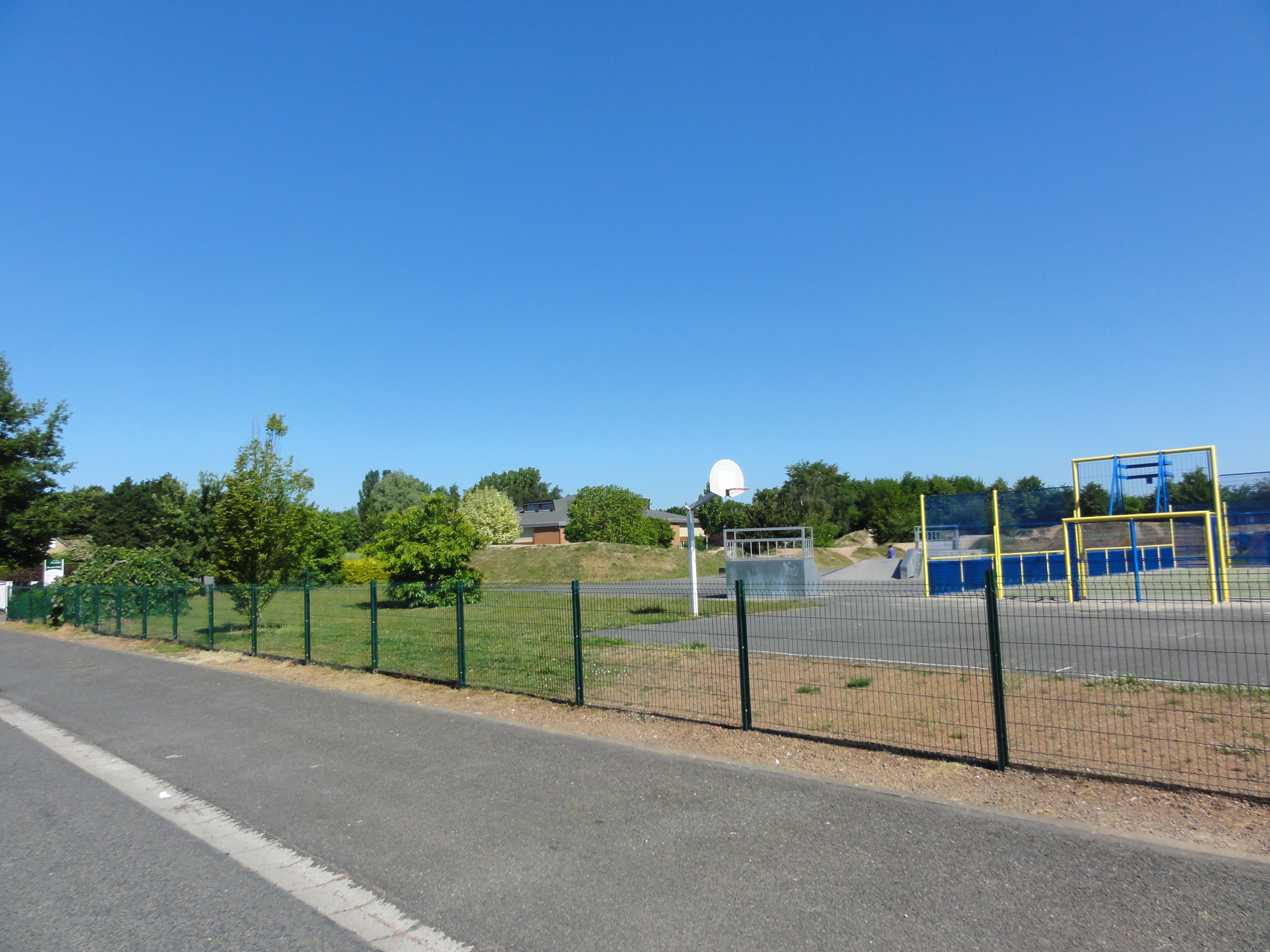
Le terril du 1 de Vimy.

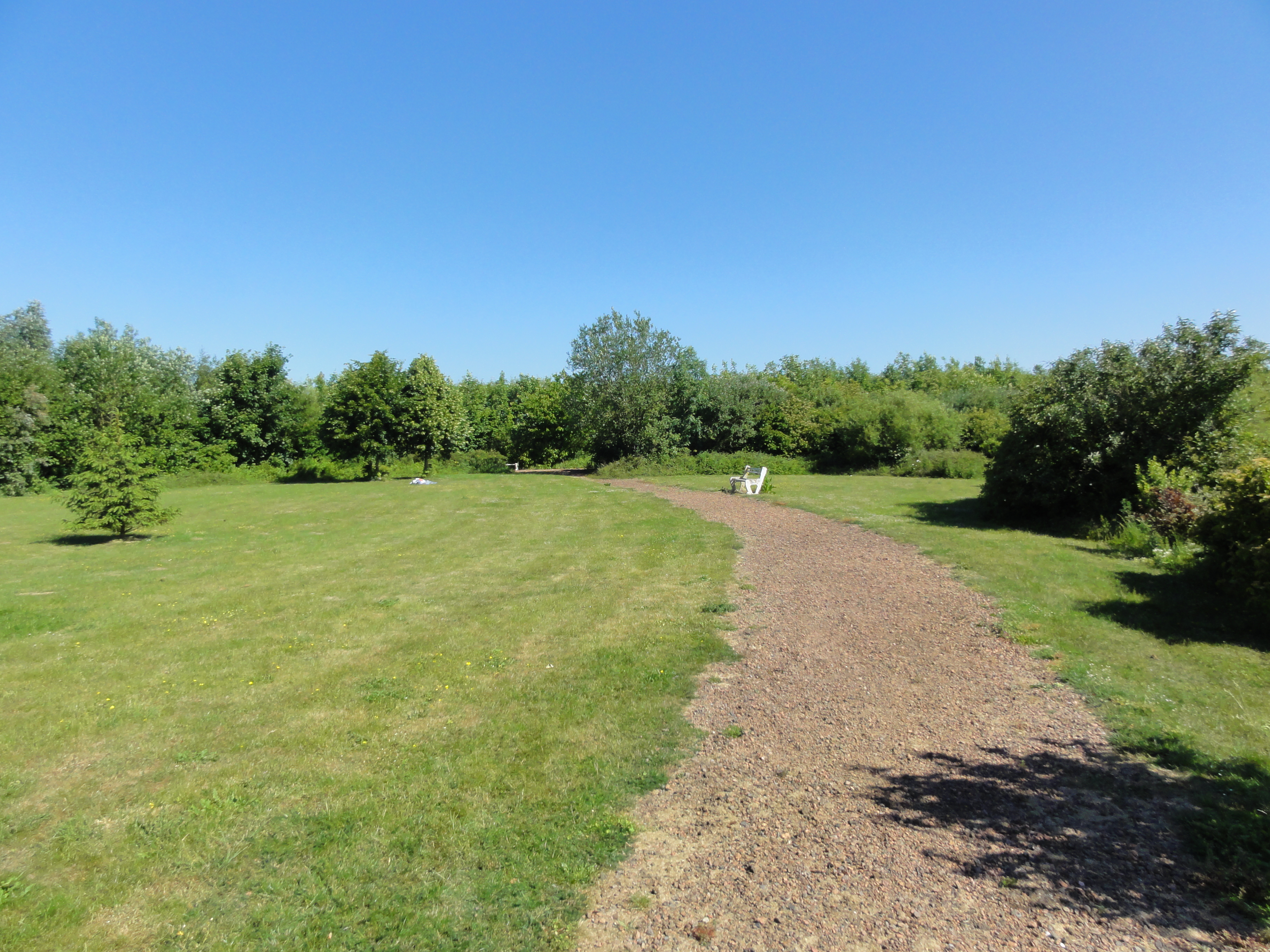
Le terril cavalier du 1 de Vimy.

Le terril no 226, 1 de Vimy, situé à Vimy, est le terril plat de la fosse no 1 - 1 bis. Exploité, il est difficilement décelable.

### Terril n° 226A, Cavalier du 1 de Vimy
50° 22′ 54″ N, 2° 48′ 51″ E
Le terril no 226A, Cavalier du 1 de Vimy, situé à Vimy, est un terril cavalier reliant la fosse no 1 - 1 bis à la ligne d'Arras à Dunkerque-Locale, située plus à l'est. Il a été exploité.

## La cité
La cité de Vimy a été bâtie à l'est de la fosse, elle est constituée de logements groupés par deux ou par quatre.

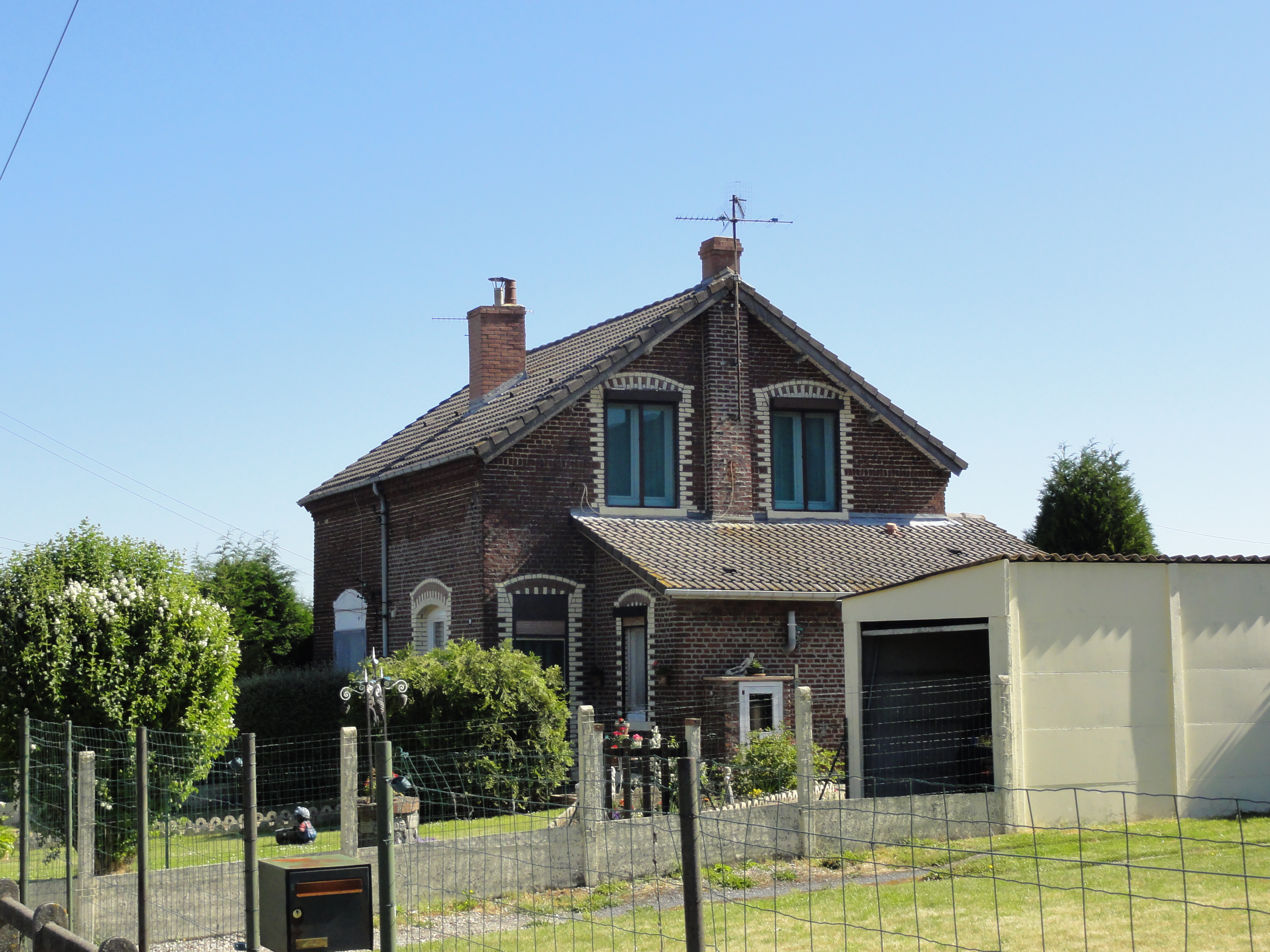
Des habitations groupées par deux.
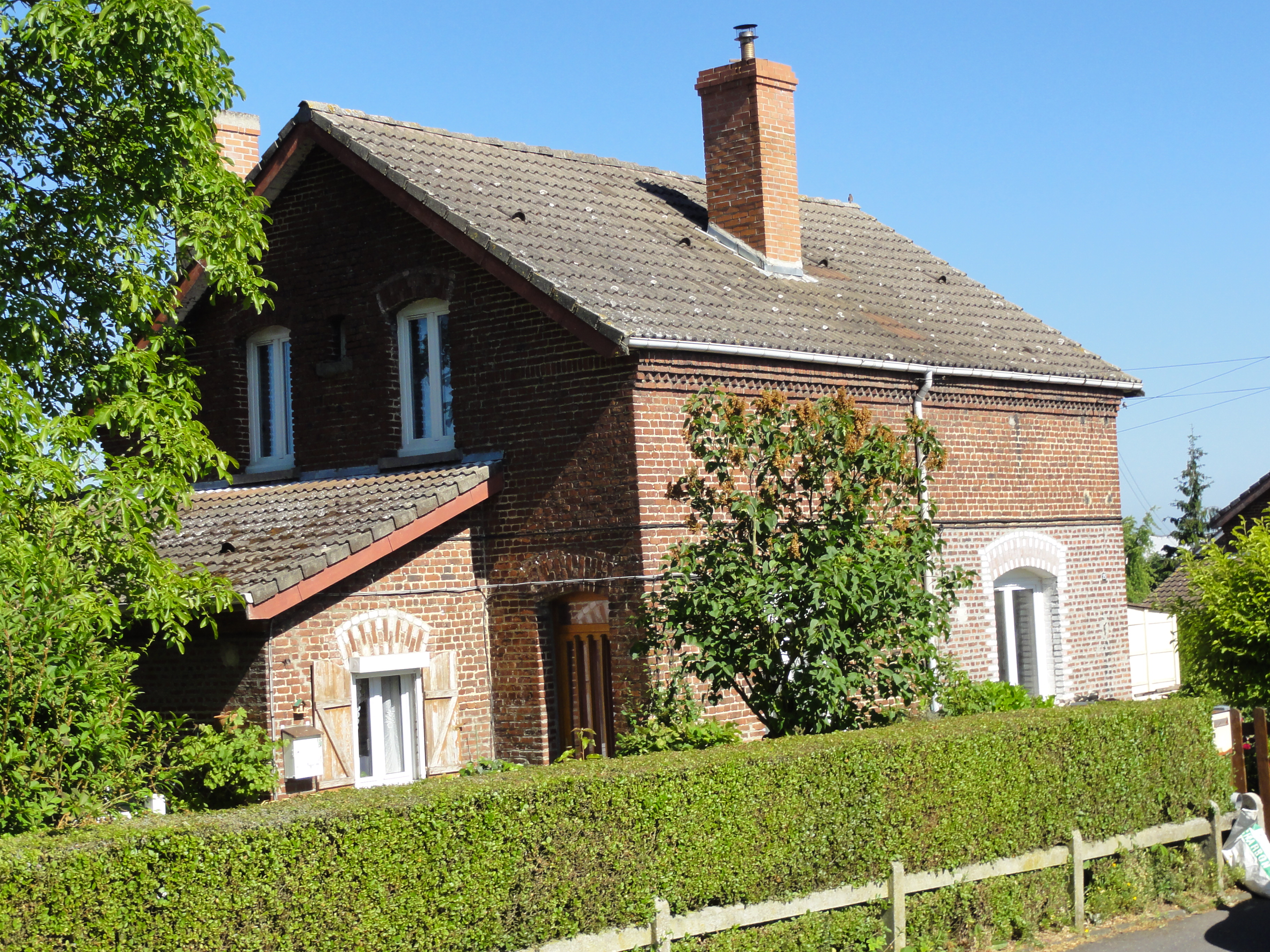
Des habitations groupées par deux.
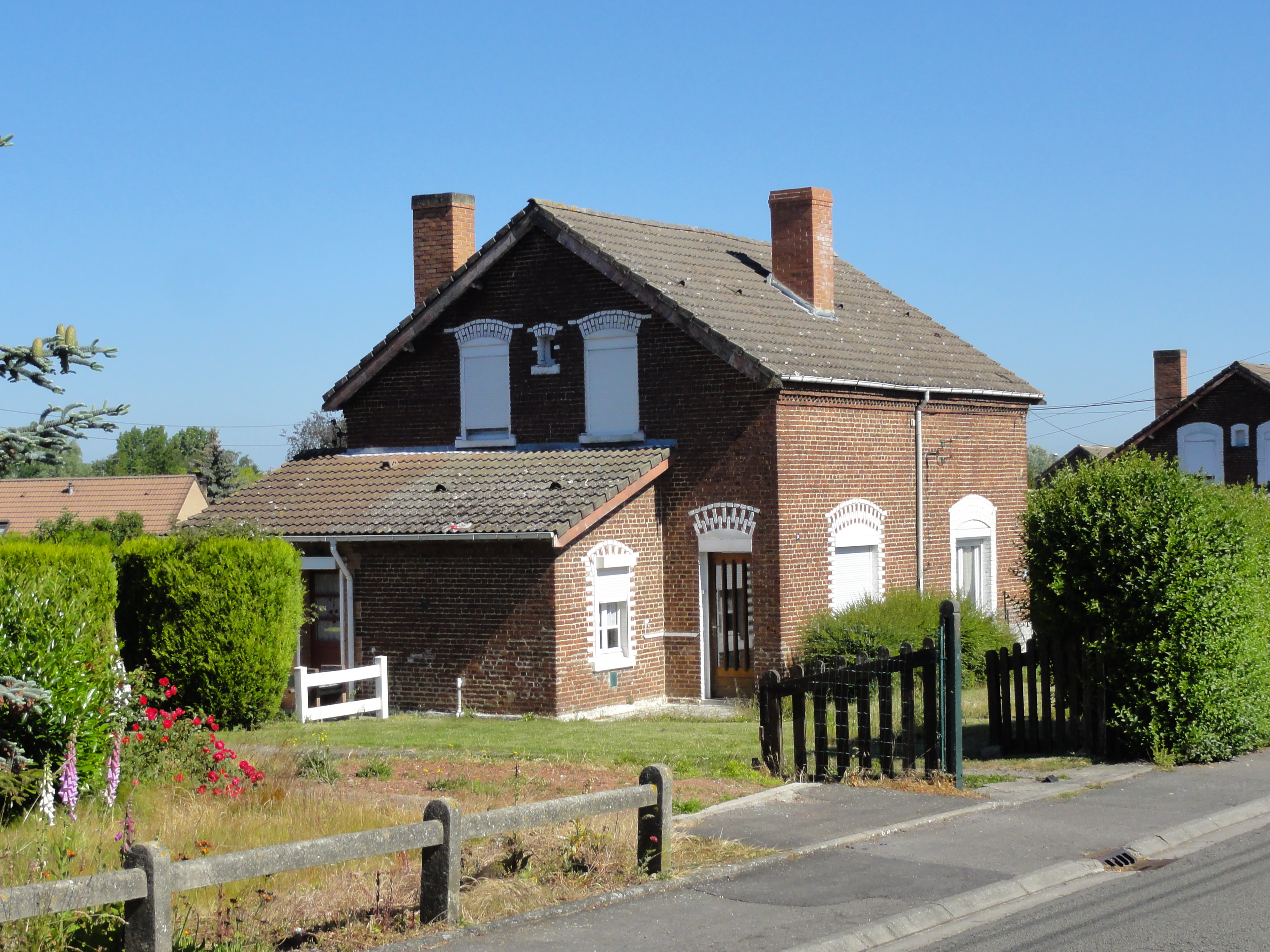
Des habitations groupées par deux.
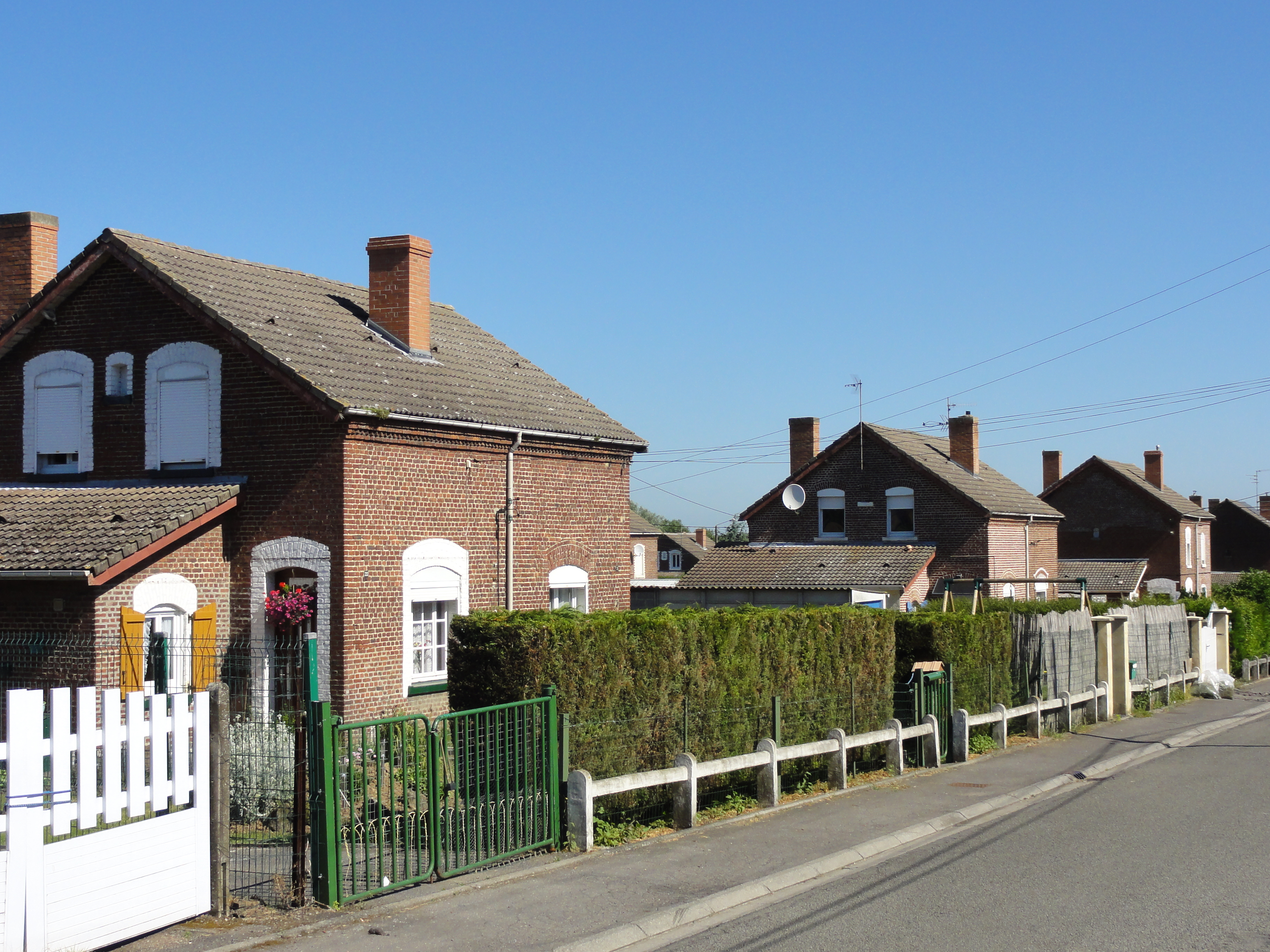
Des habitations groupées par deux.
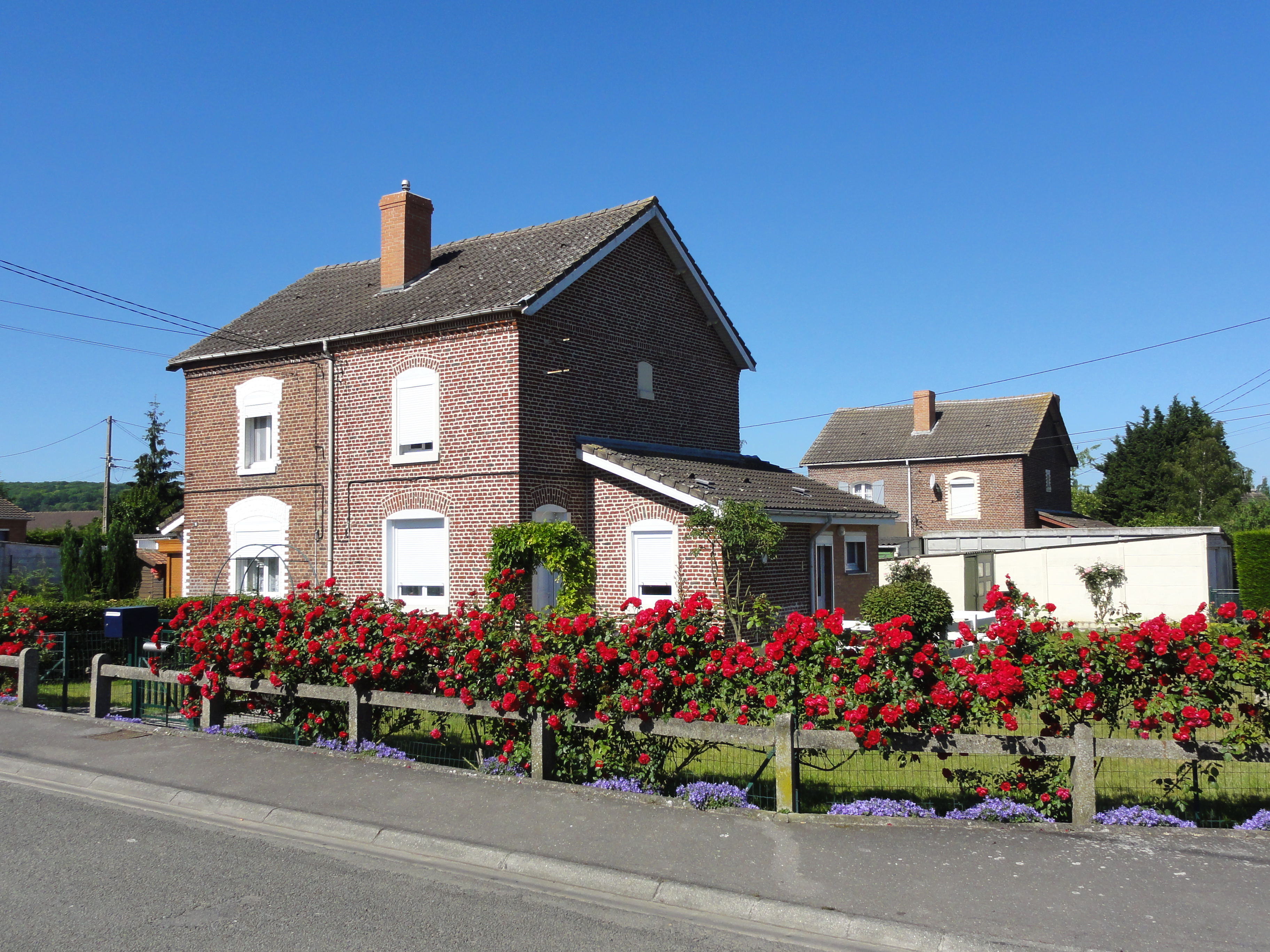
Des habitations groupées par quatre.
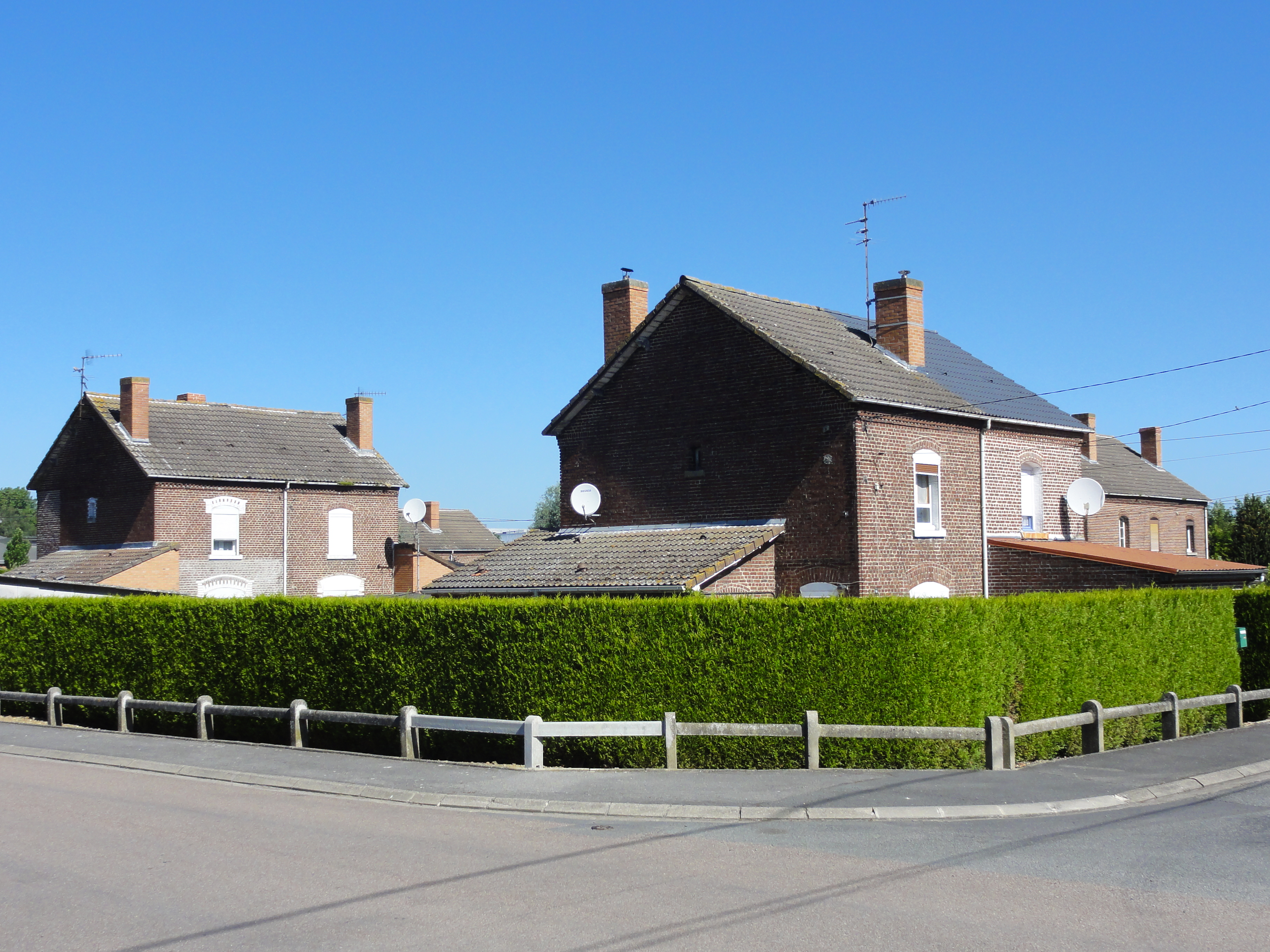
Des habitations groupées par quatre.